# Perinereis osoriotafalli
Perinereis osoriotafalli är en ringmaskart som beskrevs av Gonzalez och Solis-Weiss 1998. Perinereis osoriotafalli ingår i släktet Perinereis och familjen Nereididae. Inga underarter finns listade i Catalogue of Life.